# Усатый ошибень
Усатый ошибень (лат. Ophidion barbatum) — вид морских лучепёрых рыб из семейства ошибневых (Ophidiidae). Распространён в Восточной Атлантике от южного побережья Англии до берегов Сенегала, а также в северной части Средиземного моря. Это субтропическая донная рыба, встречается на глубине 150—1456 м. Длина тела достигает 25,4 см.

## Синонимы
В синонимику таксона входят следующие биномены:
- Ophidion congrus Gronow, 1854
- Ophidion maculatum Rafinesque, 1810